# Gold(V)-fluorid
Gold(V)-fluorid ist eine anorganische chemische Verbindung des Goldes aus der Gruppe der Fluoride.

## Gewinnung und Darstellung
Gold(V)-fluorid kann durch thermische Zersetzung von Dioxygenylhexafluoroaurat O2AuF6 bei 200 °C oder KrF[AuF6] bei 60 °C gewonnen werden.
{\displaystyle \mathrm {2\ O_{2}AuF_{6}\longrightarrow 2\ AuF_{5}+2\ O_{2}+F_{2}} }

## Eigenschaften
Gold(V)-fluorid ist ein roter diamagnetischer Feststoff, der sich bei 200 °C in Gold(III)-fluorid und Fluor zersetzt. Im Festkörper liegen die Moleküle als Dimer vor. In der Gasphase liegen Dimere und Trimere vor. Gold(V)-fluorid ist eine starke Lewis-Säure.